# 국회의원연구단체
국회의원연구단체 (國會議員硏究團體)는 대한민국 국회의 초당적 의원 단체이다. 대한민국 국회의원이 소속정당을 초월하여 연구 단체를 구성하고, 관심있는 분야의 연구 활동을 할 수 있도록 지원하는 제도로, 입법 정책 개발과 의원입법의 활성화를 도모하는 것이 목적이다. 1994년 설립근거가 마련되었으며, 2017년 현재 총 58개의 단체가 등록되어 있다.

## 상세

### 구성 운영
국회의원연구단체는 2개 이상의 교섭단체 (비교섭단체 포함) 소속 의원 10인 이상으로 구성되며, 국회 지원심의위원회의 심의·의결을 거쳐 국회에 등록된다. 각 연구단체 구성의원 중에는 다른 교섭단체 소속 국회의원 2인 이상이 포함되어야 한다. 이때 국회의원 한 사람은 연구단체 3개를 초과하여 가입할 수 없다.
각 연구단체에서는 대표의원과 연구책임의원을 선정한다. 연구단체의 주요 활동으로는 정책 연구활동, 법안 제·개정안 마련, 세미나, 공청회, 심포지엄, 간담회 등을 개최, 국내·외 현지시찰 자료수집과 설문조사 실시, 정책연구보고서, 자료발간 등이 있다.

### 역사
1993년 11월 15일 국회 운영위원회에서 연구단체 지원을 의결하였으며, 1994년 2월 7일 〈국회의원연구단체지원규정〉이 제정되어 의장의 결재를 받았다. 1994년 당시 처음 등록된 연구단체는 18개에 불과했으나, 15대 국회가 개원한 1996년에는 35개로 늘어났다.
2000년 7월 8일 제16대 국회 국회의원연구단체가 등록되었고, 다음 국회인 2004년 7월 15일에는 제17대 국회의 연구단체가 등록되었다. 당시 등록단체는 51개 단체였다. 이후 2008년 7월 28일 제18대 국회의 연구단체 55개가 등록되었으며, 2012년 7월 17일에는 제19대 국회의 61개 단체가 등록됐다. 2016년 7월 6일에는 이전보다 3개 단체가 줄어든 58개 연구단체가 제20대 국회의 연구단체로 등록되어 지금에 이르고 있다.

## 목록
다음은 2017년 10월 현재 국회의원연구단체의 목록이다.
| - 평창동계올림픽연구회 - 언론공정성실현모임 - 국회문화관광산업연구포럼 - 국회대중문화미디어연구회 - 관광한국포럼 - 한국적제3의길 - 퓨처라이프포럼 - 인구정책과생활정치를위한의원모임 - 아동·여성·인권정책포럼 - 비정규직차별해소포럼 - 민주주의와복지국가연구회 - 민생경제와사회적합의포럼 - 국회지구촌보건복지포럼 - 국회저출산극복연구포럼 - 국회인권포럼 - 국회생명존중포럼 - 국회농업과행복한미래 - 국회노동포럼, 헌법33조 위원회 | - Agenda2050 - 탈핵에너지전환국회의원모임 - 융합혁신경제포럼 - 국회제4차산업혁명포럼 - 국회신재생에너지포럼 - 국회신성장산업포럼 - 국회바이오경제포럼 - 국회미래일자리와교육포럼 - 국회물관리연구회 - 국회기후변화포럼 - 국회교육희망포럼 - 해외동포무역경제포럼 - 통합과상생포럼 - 임팩트금융포럼 - 소상공인정책포럼 - 서민금융활성화및소상공인지원포럼 - 사회적경제포럼 - 불평등사회·경제조사연구포럼 | - 미래성장경제정책포럼 - 미래산업과좋은일자리포럼 - 국회철강포럼 - 국민의먹고사는문제해결을위한의원연구모임 - 경제재정연구포럼 - 경제재도약포럼 - 경제민주화포럼 - 경제민주화정책포럼‘조화로운사회’ - 전환기민주국가정치발전지원연구회 - 일치를위한정치포럼 - 미래인사포럼 - 미래도시창생과재생을위한국회의원연구모임 - 따뜻한미래를위한정치기획 - 도시재생·전략포럼 - 대한민국살리기포럼 - 대한민국미래혁신포럼 | - 국회포럼자치·분권·균형발전 - 국회시민정치포럼 - 국회사회공헌포럼 - 국회도서발전연구회 - 국회 국가재조포럼 - 국가혁신을위한연구모임 - 한중차세대리더포럼 - 한반도경제전략연구회 - 한반도경제·문화포럼 - 한·중정치경제포럼 - 통일을넘어유라시아로 - 미래안보포럼 - 동북아공존과경제협력연구모임 - 국회한반도평화포럼 - 국회통일포럼 - 국회UNSDGs포럼 |